# Aida Yu
Aida Yū (相田 裕 (Tương Điền Dụ) sinh ngày 8 tháng 11 năm 1977) là một tác giả manga và là họa sĩ minh họa được biết nhiều với tác phẩm của anh, Gunslinger Girl. Aida đã thực hiện thiết kế nhân vật cho một eroge visual novel có tên Bittersweet Fools. Anh mở đầu sự nghiệp tác giả manga khi đăng mẩu chuyện ngắn FLOWERS trên Comic MegaFreak.

## Công việc

### Manga
- 1518! (tác giả, 2014 - nay, đăng trên Big Comic Spirits)
- Gunslinger Girl (tác giả, 2002 - 2012, đăng trên Dengeki Daioh)

### Minh họa
- Bittersweet Fools (thiết kế nhân vật)

### Sách
- GUNSLINGER GIRL. 1 (2009)
- Pack en 2 volumes: Tome 1, Leviathan; Tome 1, Gunsliger Girl (2006)
- Gunslinger Girl Tome 5: Edition collector (2006)
- Gunslinger girl. 10 special (2010)
- Coffret 4 volumes: Tome 5 à 8 (2007)
- Gunslinger Girl Tome 1. Avec 1 DVD (2005)
- Gunslinger girl (2003)
- Coffret collector (2006)